# Молочково-Дубенец
Молочково-Дубенец — деревня в Печорском районе Псковской области России. Входит в состав сельского поселения «Круппская волость».
Расположена на севере района на берегу Псковского озера (Обдехского залива у устья реки Обдех), в 9 км к юго-востоку от волостного центра, деревни Крупп.

## Население
Численность населения деревни по состоянию на конец 2000 года составляла 11 жителей.
| 2001 | 2002 | 2010 |
| ---- | ---- | ---- |
| 11   | ↗13  | ↘10  |